# Eve-Olution
Pour les articles homonymes, voir Évolution.
Albums de Eve
Scorpion
(2001) Lip Lock
(2011)
Singles
1. Gangsta Lovin'
Sortie : 6 juillet 2002
2. Satisfaction
Sortie : 25 février 2003

Eve-Olution est le troisième album studio d'Eve, sorti le 27 août 2002.
L'album s'est classé 1er au Top R&B/Hip-Hop Albums et 6e au Billboard 200, et a été certifié disque d'or par la Recording Industry Association of America (RIAA) le 18 novembre 2002.

## Liste des titres
| No  | Titre                                                                       | Auteur                                                          | Contient un (des) sample(s) de              | Durée |
| --- | --------------------------------------------------------------------------- | --------------------------------------------------------------- | ------------------------------------------- | ----- |
| 1.  | Intro                                                                       |                                                                 |                                             | 1:24  |
| 2.  | What! (featuring Truth Hurts – Produit par Dr. Dre)                         | Eve Jeffers, Shari Watson, Andre Young                          |                                             | 3:19  |
| 3.  | Gangsta Lovin' (featuring Alicia Keys – Produit par Irv Gotti et Channel 7) | Jonah Ellis, Lonnie Simmons, Alisa Yarbrough                    | Don't Stop the Music de Yarbrough & Peoples | 3:59  |
| 4.  | Irresistible Chick (Produit par Irv Gotti et Channel 7)                     | Jeffers, Irving Lorenzo, Seven Aurelius                         | Irresistible Bitch de Prince                | 3:34  |
| 5.  | Party in the Rain (featuring Mashonda – Produit par Swizz Beatz)            | Jeffers, Mashonda, Kasseem Dean                                 |                                             | 4:10  |
| 6.  | Argument (Skit)                                                             |                                                                 |                                             | 1:14  |
| 7.  | Let This Go (Produit par Hot Runner)                                        | Jeffers, Terrance Lovelace, Robert Waller                       |                                             | 4:12  |
| 8.  | Hey Y'all (featuring Snoop Dogg et Nate Dogg – Produit par Hot Runner)      | Jeffers, Lovelace, Waller, Calvin Broadus, Nathanial Hale       |                                             | 4:04  |
| 9.  | Figure You Out (Produit par Franky « Nitty » Pimental et Poke & Tone)       | Jeffers, Samuel Barnes, Jean-Claude Olivier, Francisco Pimental |                                             | 3:14  |
| 10. | Stop Hatin' (Skit) (Produit par Eve et Jay « Icepick » Jackson)             |                                                                 |                                             | 1:43  |
| 11. | Satisfaction (Produit par Dr. Dre et Mike Elizondo)                         | Jeffers, Young                                                  |                                             | 4:18  |
| 12. | Neckbones (Produit par Neckbones et Amon Flanagan)                          | Jeffers, Amon Flanagan, Jean Baptiste, Wade Warner              |                                             | 3:55  |
| 13. | Double R What (featuring Jadakiss et Styles P – Produit par Swizz Beatz)    | Jeffers, Dean, David Styles, Jason Philips                      |                                             | 3:56  |
| 14. | Ryde Away (featuring Anthony Hamilton – Produit par Bink!)                  | Jeffers, Roosevelt Harrell                                      |                                             | 3:44  |
| 15. | As I Grow (Produit par Staxx)                                               | Jeffers, Armique Wyche                                          |                                             | 3:49  |
| 16. | Eve-Olution (Produit par Teflon)                                            | Jeffers, Christian Ward                                         |                                             | 3:59  |

| 17. | Let Me Blow Ya Mind (featuring Gwen Stefani – Produit par Dr. Dre) | Eve Jeffers, Andre Young, Mike Elizondo, Scott Storch, Steven Jordan |                        | 3:51 |
| 18. | U, Me & She                                                        |                                                                      | You Me and He de Mtume | 3:53 |